# Turkije op de Olympische Zomerspelen 1996
Turkije nam deel aan de Olympische Zomerspelen 1996 in Atlanta, Verenigde Staten. Er werden 6 medailles gewonnen, waarvan 4 goud, 1 zilver en 1 brons.

## Medailles

### 1Goud
- Halil Mutlu — Gewichtheffen, Mannen (54 kg)
- Naim Süleymanoğlu — Gewichtheffen, Mannen (64 kg)
- Hamza Yerlikaya — Worstelen, Mannen (82 kg)
- Mahmut Demir — Worstelen, Mannen zwaargewicht (→ 100 kg)

### 2Zilver
- Malik Beyleroglu — Boksen, Mannen (82 kg)

### 3Brons
- Akif Pirim — Worstelen, Mannen (62 kg)

## Resultaten en deelnemers per onderdeel

### Atletiek
- Serap Aktaş
- Aysel Taş
- Alper Kasapoğlu

### Boksen
- Malik Beyleroğlu
- Yaşar Giritli
- Vahdettin İşsever
- Soner Karagöz
- Yusuf Öztürk
- Nurhan Süleymanoğlu
- Cahit Süme
- Serdar Yağlı

### Boogschieten
- Elif Altınkaynak
- Okyay Küçükkayalar
- Natalia Nasaridze-Çakir
- Elif Ekşi

### Gewichtheffen
- Erdinç Aslan
- Ergün Batmaz
- Sunay Bulut
- Halil Mutlu
- Naim Süleymanoğlu
- Dursun Sevinç
- Hafız Süleymanoğlu
- Mücahit Yağcı
- Mehmet Yılmaz

### Judo
- Salim Abanoz
- Bektaş Demirel
- İlknur Kobaş
- Hülya Şenyurt
- Selim Tataroğlu
- Iraklı Uznadze

### Schietsport
- Alp Kızılsu

### Worstelen
- Mahmut Demir
- Hamza Yerlikaya
- Yüksel Şanlı
- Mehmet Akif Pirim
- Nazmi Avluca
- Hakkı Başar
- Metin Topaktaş
- Turan Ceylan
- Harun Doğan
- Şeref Eroğlu
- Yalçın Karapınar
- Bayram Özdemir
- Sebahattin Öztürk

### Zeilen
- Kutlu Torunlar
- Kerem Özkan
- Alp Alpagut
- Şükrü Sanus
- Ayşe Sözeri

### Zwemmen
- Kaan Berberoğlu
- Derya Büyükuncu
- Can Ergenekan
- Nida Zuhal

Afghanistan · Albanië · Algerije · Amerikaanse Maagdeneilanden · Amerikaans-Samoa · Andorra · Angola · Antigua‑Barbuda · Argentinië · Armenië · Aruba · Australië · Azerbeidzjan · Bahama's · Bahrein · Bangladesh · Barbados · België · Belize · Benin · Bermuda · Bhutan · Bolivia · Bosnië en Herzegovina · Botswana · Brazilië · Britse Maagdeneilanden · Brunei · Bulgarije · Burkina Faso · Burundi · Cambodja · Canada · Centraal-Afrikaanse Republiek · Chili · China · Chinees Taipei · Colombia · Comoren · Congo-Brazzaville · Cookeilanden · Costa Rica · Cuba · Cyprus · Denemarken · Djibouti · Dominica · Dominicaanse Republiek · Duitsland · Ecuador · Egypte · El Salvador · Equatoriaal-Guinea · Estland · Ethiopië · Fiji · Filipijnen · Finland · Frankrijk · Gabon · Gambia · Georgië · Ghana · Grenada · Griekenland · Groot-Brittannië · Guam · Guatemala · Guinee · Guinee-Bissau · Guyana · Haïti · Honduras · Hongarije · Hongkong · Ierland · IJsland · India · Indonesië · Irak · Iran · Israël · Italië · Ivoorkust · Jamaica · Japan · Jemen · Joegoslavië · Jordanië · Kaaimaneilanden · Kaapverdië · Kameroen · Kazachstan · Kenia · Kirgizië · Koeweit · Kroatië · Laos · Lesotho · Letland · Libanon · Liberia · Libië · Liechtenstein · Litouwen · Luxemburg ·  Macedonië · Madagaskar · Malawi · Malediven · Maleisië · Mali · Malta · Marokko · Mauritanië · Mauritius · Mexico · Moldavië · Monaco · Mongolië · Mozambique · Myanmar · Namibië · Nauru · Nederland · Nederlandse Antillen · Nepal · Nicaragua · Nieuw-Zeeland · Niger · Nigeria · Noord-Korea · Noorwegen · Oeganda · Oekraïne · Oezbekistan · Oman · Oostenrijk · Pakistan · Palestina · Panama · Papoea-Nieuw-Guinea · Paraguay · Peru · Polen · Portugal · Puerto Rico · Qatar · Roemenië · Rusland · Rwanda · Saint Kitts en Nevis · Saint Lucia · Saint Vincent en Grenadines · Salomonseilanden · Samoa · San Marino · Sao Tomé en Principe · Saoedi-Arabië · Senegal · Seychellen · Sierra Leone · Singapore · Slovenië · Slowakije · Soedan · Somalië · Spanje · Sri Lanka · Suriname · Swaziland · Syrië · Tadzjikistan · Tanzania · Thailand · Togo · Tonga · Trinidad en Tobago · Tsjaad · Tsjechië · Tunesië · Turkije · Turkmenistan · Uruguay · Vanuatu · Venezuela · Verenigde Arabische Emiraten · Verenigde Staten · Vietnam · Wit-Rusland · Zaïre · Zambia · Zimbabwe · Zuid-Afrika · Zuid-Korea · Zweden · Zwitserland